# Маас-Вуппер-экспресс
Маас-Вуппер-экспресс (RE13) (нем. Maas-Wupper-Express) — линия пассажирского регионального экспресса в федеральной земле Северный Рейн-Вестфалия (Германия). Соединяет города Рурской области с Вупперталем, Дюссельдорфом, Мёнхенгладбахом и нидерландским городом Венло. Движение экспресса осуществляется по путям, предназначенным для скорых поездов со скоростью 160 км/ч.

## История
Маас-Вуппер-экспресс функционирует с 11 декабря 2009 года. С 25 июля 2010 года маршрут обслуживает транспортное предприятие «Eurobahn».

## Железнодорожные участки
Маас-Вуппер-Экспресс проходит по участкам шести железных дорог:
- железная дорога Фирзен-Венло;
- участок железной дороги Дуйсбург-Рурорт-Мёнхенгладбах от Фирзена до Мёнхенгладбах;
- железная дорога Мёнхенгладбах-Дюссельдорф;
- железная дорога Дюссельдорф-Эльберфельд (Эльберфельд — ранее самостоятельный город, вошедший в состав города Вупперталь 1 августа 1929 года);
- участок железной дороги Эльберфельд-Дортмунд от Вупперталя до Хагена;
- железная дорога Хаген-Хамм.

## Интервал движения
Согласно расписанию, экспресс RE13 ходит один раз в час.

## Особенности маршрута
Вследствие перемены направления движения в Мёнхенгладбахе, стоянка экспресса на мёнхенгладбахском вокзале составляет 10 мин.

Поскольку RE13 связывает Германию с приграничным нидерландским городом Венло он предоставляет возможность для нелегального ввоза в Германию лёгких наркотивов, приобретенных в кофешопах. Поэтому Маас-Вуппер-экспресс часто называют «Экспресс курильщиков марихуаны». В целях борьбы с нелегальным экспортом наркотиков на экспрессе регулярно проводятся таможенные проверки.

## Подвижной состав
Линию обслуживают поезда Stadler FLIRT